# Centroscymnus
Genre
Centroscymnus est un genre de requins.

## Liste des espèces
Selon ITIS:
- Centroscymnus coelolepis Barbosa du Bocage et Brito Capello, 1864
- Centroscymnus crepidater (Barbosa du Bocage et Brito Capello, 1864) (nommé Centroselachus crepidater par FishBase) - Pailona à long nez
- Centroscymnus cryptacanthus Regan, 1906
- Centroscymnus macracanthus Regan, 1906 (nommé Proscymnodon macracanthus par FishBase) - Pailona jaune
- Centroscymnus plunketi (Waite, 1910) (nommé Proscymnodon plunketi par FishBase) - Pailona austral

Selon FishBase:
- Centroscymnus coelolepis  Barbosa du Bocage et de Brito Capello, 1864 - Pailona commun
- Centroscymnus owstoni  Garman, 1906 - Pailona râpeux